# Kadok z Llancarvon
Kadok z Llancarvon, również Kadok Mądry (wal.: Sant Cadog)– żyjący na przełomie V/VI wieku walijski święty Kościoła katolickiego.

## Hagiografia
Na przestrzeni wieków powstało wiele legend dotyczących tego świętego. Współcześni badacze nie potrafią rozstrzygnąć, czy kult Kadoka dotyczy wielu czy jednej postaci noszącej to imię. Podstawowym źródłem informacji pozostaje pochodzące z XI wieku Vita i na jego podstawie można odtworzyć życie Kadoka z Llancarvon.
Kadok pochodził z królewskiego rodu i był krewnym walijskiego biskupa Dawida z Menevii. Po pobycie u pustelnika uczył się w Lismore w szkole przyklasztornej, a później razem ze św. Finianem i grupą mnichów powołał opactwo Llancarfan (Llancarvon) (utworzenie tego klasztoru katolickiego przypisywane jest też św. Germanowi i św. Dubrycjuszowi). Przypisywano mu udział w pielgrzymkach do Rzymu i Jerozolimy, liczne podróże i działalność ewangelizacyjną na terenach Pikardii i Morinie. Zyskał przydomek Mądry, gdyż przypisywano mu autorstwo walijskich porzekadeł i sentencji. Śmierć Kadoka, która miała miejsce ok. roku 570 w Weedom, przyczyniła się do domniemania dzierżenia przez niego sakry Benewentu, gdyż łacińska nazwa tej miejscowości brzmiała Benevenna.
Wczesne ślady kultu i pobytu Kadoka w Bretanii wpłynęły na utrwalenie w lokalnej tradycji przeświadczenia o jego bretońskim rodowodzie.

## Dzień obchodów
Wspominany był 23 stycznia (w Wielkiej Brytanii) i 21 listopada (w Bretanii).

## Patronat
Jest patronem wielu kościołów w Walii, m.in. kościoła byłego opactwa w Llancarfan.